# Motoyama Masashi
Masashi Motoyama (本山 雅志 Motoyama Masashi, sinh ngày 20 tháng 6 năm 1979 ở Kitakyushu, Fukuoka, Nhật Bản) là một tiền vệ bóng đá người Nhật Bản thi đấu cho Giravanz Kitakyushu.

## Sự nghiệp
Motoyama bắt đầu sự nghiệp năm 1998 với câu lạc bộ Nhật Bản Kashima Antlers, và thi đấu trong một khoảng thời gian dài. Motoyama hiện tại có 26 lần khoác áo đội tuyển quốc gia, mặc dù có thể có nhiều lần hơn vì sự đa năng của anh – anh có thể đảm nhiệm vị trí tiền vệ tấn công hay là tiền đạo lùi, với khả năng đi bóng và tốc độ rất tốt. Anh từng tham dự Thế vận hội Mùa hè 2000.
Sau 18 năm gắn bó với Kashima Antlers, anh được câu lạc bộ giải phóng vào ngày 26 tháng 11. Mặc dù vậy, anh quyết định trở về quê hương: ký một bản hợp đồng với Giravanz Kitakyushu cho mùa giải 2016.

## Đội tuyển quốc gia
- Bản mẫu:AsianCupRosterLink (Vô địch)
- Bản mẫu:ConfedCupRosterLink

## Danh hiệu cá nhân
- Giải vô địch bóng đá U-19 châu Á Vua phá lưới - 1998
- Giải vô địch bóng đá trẻ thế giới Đội hình tiêu biểu - 1999

## Danh hiệu tập thể
Đội tuyển quốc gia
- Giải vô địch bóng đá trẻ thế giới - 1999 (Á quân)
- Cúp bóng đá châu Á - 2004

Câu lạc bộ
- J1 League - 1998, 2000, 2001, 2007, 2008, 2009
- Cúp Hoàng đế Nhật Bản - 2000, 2007
- J. League Cup - 2000, 2002
- Siêu cúp Nhật Bản - 2009

## Thống kê sự nghiệp
Cập nhật đến ngày 18 tháng 12 năm 2017.
| Thành tích câu lạc bộ | Thành tích câu lạc bộ | Thành tích câu lạc bộ | Giải vô địch | Giải vô địch | Cúp          | Cúp          | Cúp Liên đoàn | Cúp Liên đoàn | Châu lục | Châu lục | Tổng cộng | Tổng cộng |
| Mùa giải              | Câu lạc bộ            | Giải vô địch          | Trận         | Bàn          | Trận         | Bàn          | Trận          | Bàn           | Trận     | Bàn      | Trận      | Bàn       |
| Nhật Bản              | Nhật Bản              | Nhật Bản              | Giải vô địch | Giải vô địch | Cúp Hoàng đế | Cúp Hoàng đế | J. League Cup | J. League Cup | AFC      | AFC      | Tổng cộng | Tổng cộng |
| --------------------- | --------------------- | --------------------- | ------------ | ------------ | ------------ | ------------ | ------------- | ------------- | -------- | -------- | --------- | --------- |
| 1998                  | Kashima Antlers       | J. League             | 1            | 0            | 4            | 3            | 0             | 0             | -        | -        | 5         | 3         |
| 1999                  | Kashima Antlers       | J1 League             | 18           | 0            | 0            | 0            | 2             | 0             | -        | -        | 20        | 0         |
| 2000                  | Kashima Antlers       | J1 League             | 18           | 6            | 5            | 0            | 3             | 1             | -        | -        | 26        | 7         |
| 2001                  | Kashima Antlers       | J1 League             | 21           | 3            | 3            | 2            | 3             | 0             | -        | -        | 27        | 5         |
| 2002                  | Kashima Antlers       | J1 League             | 24           | 3            | 4            | 2            | 7             | 1             | -        | -        | 35        | 6         |
| 2003                  | Kashima Antlers       | J1 League             | 20           | 4            | 4            | 1            | 4             | 1             | 1        | 0        | 29        | 6         |
| 2004                  | Kashima Antlers       | J1 League             | 24           | 3            | 2            | 0            | 0             | 0             | -        | -        | 26        | 3         |
| 2005                  | Kashima Antlers       | J1 League             | 32           | 5            | 3            | 1            | 0             | 0             | -        | -        | 35        | 6         |
| 2006                  | Kashima Antlers       | J1 League             | 27           | 2            | 4            | 1            | 7             | 0             | -        | -        | 38        | 3         |
| 2007                  | Kashima Antlers       | J1 League             | 34           | 2            | 5            | 1            | 9             | 4             | -        | -        | 48        | 7         |
| 2008                  | Kashima Antlers       | J1 League             | 32           | 3            | 1            | 0            | 2             | 0             | 7        | 3        | 42        | 6         |
| 2009                  | Kashima Antlers       | J1 League             | 27           | 2            | 3            | 0            | 2             | 0             | 6        | 1        | 38        | 3         |
| 2010                  | Kashima Antlers       | J1 League             | 15           | 2            | 5            | 1            | 2             | 0             | 0        | 0        | 22        | 3         |
| 2011                  | Kashima Antlers       | J1 League             | 13           | 0            | 1            | 0            | 3             | 0             | 3        | 0        | 20        | 0         |
| 2012                  | Kashima Antlers       | J1 League             | 17           | 3            | 3            | 0            | 6             | 0             | -        | -        | 25        | 3         |
| 2013                  | Kashima Antlers       | J1 League             | 24           | 0            | 2            | 0            | 7             | 1             | -        | -        | 34        | 1         |
| 2014                  | Kashima Antlers       | J1 League             | 12           | 0            | 3            | 0            | 2             | 1             | -        | -        | 14        | 1         |
| 2015                  | Kashima Antlers       | J1 League             | 6            | 0            | 2            | 0            | 0             | 0             | 1        | 0        | 9         | 0         |
| 2016                  | Giravanz Kitakyushu   | J2 League             | 36           | 0            | 2            | 0            | -             | -             | -        | -        | 38        | 0         |
| 2017                  | Giravanz Kitakyushu   | J3 League             | 5            | 0            | 0            | 0            | -             | -             | -        | -        | 5         | 0         |
| Tổng cộng sự nghiệp   | Tổng cộng sự nghiệp   | Tổng cộng sự nghiệp   | 406          | 38           | 55           | 12           | 57            | 9             | 18       | 4        | 536       | 63        |

| Đội tuyển quốc gia Nhật Bản | Đội tuyển quốc gia Nhật Bản | Đội tuyển quốc gia Nhật Bản |
| Năm                         | Số trận                     | Bàn thắng                   |
| --------------------------- | --------------------------- | --------------------------- |
| 2000                        | 3                           | 0                           |
| 2001                        | 0                           | 0                           |
| 2002                        | 0                           | 0                           |
| 2003                        | 3                           | 0                           |
| 2004                        | 12                          | 0                           |
| 2005                        | 8                           | 0                           |
| 2006                        | 2                           | 0                           |
| Tổng                        | 28                          | 0                           |

## Thống kê sự nghiệp đội tuyển quốc gia

### Số lần ra sân trong các giải đấu lớn
| Đội bóng | Giải đấu                               | Thể loại | Số trận | Số trận | Bàn thắng | Thành tích đội bóng |
| Đội bóng | Giải đấu                               | Thể loại | Start   | Sub     | Bàn thắng | Thành tích đội bóng |
| -------- | -------------------------------------- | -------- | ------- | ------- | --------- | ------------------- |
| Nhật Bản | Giải vô địch bóng đá trẻ thế giới 1999 | U-20     | 7       | 0       | 1         | 2nd Place           |
| Nhật Bản | Cúp bóng đá châu Á 2004                | ĐTQG     | 0       | 4       | 0         | Vô địch             |